# Mei 2023
Dit artikel geeft een chronologisch overzicht van de belangrijkste gebeurtenissen per dag in de maand mei van het jaar 2023.

## Gebeurtenissen

### 1 mei
- De in de problemen geraakte Amerikaanse First Republic Bank wordt overgenomen door JPMorgan Chase.[1]
- De Belg Luca Brecel slaagt er als eerste snookerspeler van het Europese vasteland ooit in om het wereldkampioenschap snooker te winnen.

### 2 mei
- De Writers Guild of America staakt voor onbepaalde duur, omwille van steeds slechtere arbeidsvoorwaarden door de opkomst van streaming.[2]
- Verlenging van grondconcessies in inheemse gebieden in Suriname ten behoeve van hout- en goudwinning ontaarden in een gewelddadig protest in Para. Er vallen twee doden en meerdere gewonden.[3]

### 3 mei
- De Russische overheid beschuldigt Oekraïne van het beramen van een moordaanslag op president Poetin. Op sociale media gaan beelden rond waarop te zien zou zijn hoe bij het Kremlin twee drones ontploffen.[4]
- Op een school in de Servische hoofdstad Belgrado schiet een 13-jarige jongen negen mensen dood. Er wordt een dag van nationale rouw afgekondigd.[5]

### 5 mei
- In de Congolese provincie Zuid-Kivu vallen als gevolg van zware overstromingen en aardverschuivingen ongeveer 400 doden.[6]
- In de Surinaamse assemblee begint het grondenrechtendebat na hevige ongeregeldheden in Pikin Saron.[7][8]
- In de Servische plaats Kragujevac vallen bij een schietpartij kort na middernacht zeker 8 doden en 14 gewonden. De dader, een 21-jarige man, wordt 's ochtends aangehouden. Dit nieuwe schietincident gebeurt amper een dag na de schietpartij op een school in Belgrado.[9][10]
- De Wereldgezondheidsorganisatie verklaart dat de coronapandemie niet langer een bedreiging vormt voor de wereldwijde gezondheid. Voor zover bekend hebben inmiddels 764 miljoen mensen COVID-19 gehad, van wie er 7 miljoen aan de ziekte zijn overleden.[11]

### 6 mei

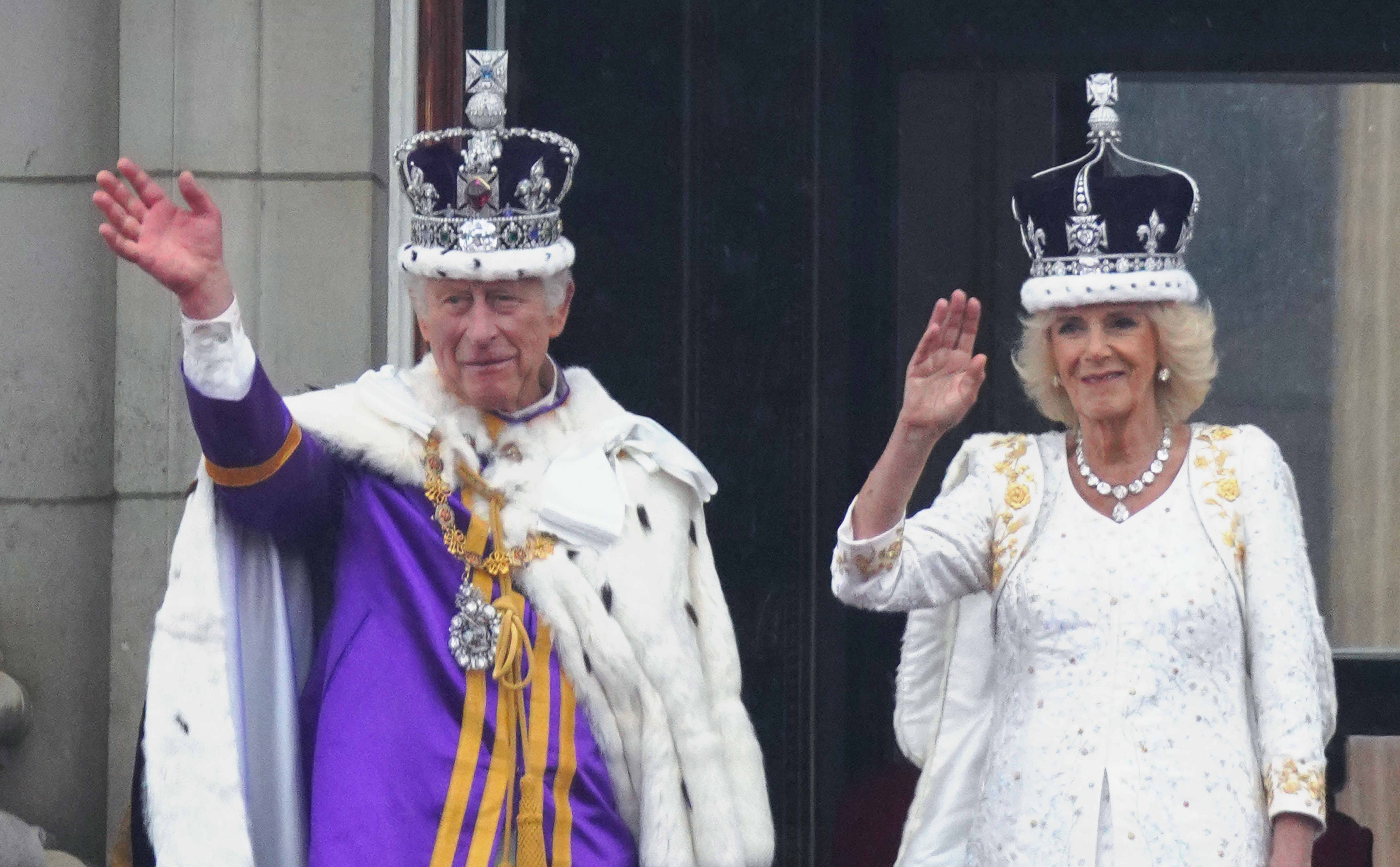
Charles III en Camilla op het balkon van Buckingham Palace (2023)

- In Westminster Abbey (Londen) vindt de kroning van Charles III en Camilla plaats.[12]
- Bij een schietpartij in Allen Premium Outlets, een winkelcentrum in de Amerikaanse plaats Allen (Texas), vallen negen doden inclusief de dader. Volgens getuigen is hij uit een auto gestapt en willekeurig om zich heen gaan schieten.[13][14]

### 7 mei
- Bij een ongeluk met een toeristenboot in de buurt van de Zuid-Indiase plaats Tanur (in het district Malappuram) vallen zeker 20 doden.[15]

### 9 mei
- De eerste editie van de Canon van Vlaanderen wordt voorgesteld aan het grote publiek. Deze canon behelst zestig historische Vlaamse ankerpunten die het hedendaagse Vlaanderen bepalen.[16]
- De voormalige Amerikaanse president Donald Trump wordt in een burgerlijke rechtszaak in de staat New York schuldig bevonden aan seksueel misbruik van de Amerikaanse columniste Elizabeth Jean Carroll. Trump wordt veroordeeld tot een schadevergoeding van 5 miljoen dollar, tevens vanwege smaad.[17]

### 11 mei
- In de Finse plaats Espoo vallen zeker 27 gewonden als een tijdelijke voetgangersbrug instort boven een bouwplaats. De slachtoffers zijn voor het merendeel schoolkinderen die met hun leraar onderweg waren naar een museum.[18]
- In de Verenigde Staten verloopt een door de regering-Trump ten tijde van de coronapandemie doorgevoerde speciale anti-immigratieregeling ("Title 42") waardoor mensen uit landen waar een overdraagbare ziekte heerst meteen kunnen worden teruggestuurd. In afwachting van de nieuwe regelgeving van de regering-Biden proberen vele duizenden migranten vanuit Mexico de Amerikaans-Mexicaanse grens over te steken.[19]
- Bij een explosie in een flatgebouw in het Duitse Ratingen vallen meer dan 30 gewonden, onder wie een aantal hulpverleners die zwaargewond raken. De bewoner van het appartement, een 57-jarige man, wordt aangehouden. Volgens de politie zou hij een gerichte aanslag hebben gepleegd.[20][21]

### 12 mei
- Elon Musk schuift Linda Yaccarino naar voren als de nieuwe directeur van Twitter.[22]

### 13 mei
- Na bijna twee weken van geweld bereiken het Israëlische leger en Islamitische Jihad met bemiddeling vanuit Egypte een wapenstilstand. Bij de gevechten zijn vele raketten afgevuurd en meer dan 30 doden gevallen, vooral Palestijnen. Aanleiding voor het geweld was het overlijden van de Palestijn Khader Adnan, die in hongerstaking was gegaan.[23]
- Het 67e Eurovisiesongfestival in Liverpool wordt gewonnen door de Zweedse zangeres Loreen met het lied Tattoo.[24] Na 2012 is het haar tweede overwinning van het festival. Namens België behaalt Gustaph met Because of You de zevende plaats.[25]

### 17 mei
- De Franse ex-president Nicolas Sarkozy wordt in hoger beroep veroordeeld tot drie jaar gevangenisstraf, waarvan één jaar effectief, vanwege corruptie en beïnvloeding in een afluisteraffaire. Hij mag zijn straf thuis uitzitten met een elektronische enkelband.[26]

### 18 mei
- Het dodental door zware overstromingen als gevolg van extreem noodweer in het noorden van Italië loopt op tot zeker 13. Duizenden mensen moeten worden geëvacueerd. Met name de regio Emilia-Romagna wordt zwaar getroffen.[27]

### 19 mei
- In de Japanse stad Hiroshima komen de leiders van de G7-landen bij elkaar voor een top van drie dagen. Tegelijk wordt in Saoedi-Arabië een top van de Arabische Liga gehouden.[28]

### 21 mei
- Het Amerikaanse ruimtevaartbedrijf SpaceX lanceert met succes een Falcon 9. Aan boord zijn vier astronauten, onder wie de eerste Saudische vrouw ooit die een ruimtereis maakt.[29]

### 22 mei
- Meta, het moederbedrijf achter Facebook, krijgt een boete van 1,2 miljard euro van de Europese Unie wegens het schenden van de Europese gegevensbeschermingsregels.[30]

### 26 mei
- De zwaar belegerde en nu  door de Wagnergroep  volledig ingenomen Oekraïense stad Bachmoet wordt na bijna een jaar van hevige strijd overgedragen aan Rusland.[31] (Lees verder)
- De Belgische humanitaire hulpverlener Olivier Vandecasteele komt vrij na 455 dagen gevangenis in Iran. Hij wordt geruild voor Assadollah Assadi, een Iraans diplomaat die in België gevangen zat wegens poging tot moord en terrorisme.[32]
- Achttien leden van studentenclub Reuzegom worden schuldig bevonden aan het mishandelen van de 20-jarige Sanda Dia in december 2018 tijdens een ontgroening, met de dood tot gevolg. Ze krijgen werkstraffen tot 300 uur en boetes van 400 euro.[33]

### 28 mei
- Op het Lago Maggiore in het noorden van Italië kapseist een toeristenboot. Vier personen komen daarbij om.[34]

### 29 mei
- In het noorden van Kosovo raken ca. 25 NAVO-militairen die deel uitmaken van de Kosovo Force gewond bij gewelddadige confrontaties met etnische Serviërs. Aan Servische zijde vallen ca. 50 gewonden. In het gebied is het onrustig nadat er in vier gemeentes Albanese burgemeesters zijn verkozen, tegen de wil van de Serviërs in.[35]
- Er breekt een veenbrand uit in het Belgische natuurgebied de Hoge Venen. 170 hectare natuurgebied wordt getroffen, waarvan minstens 50 hectare volledig afbrandt.[36]

### 30 mei
- Rusland beschuldigt Oekraïne ervan acht drone-aanvallen te hebben gepleegd op de Russische hoofdstad Moskou. De aanvallen komen zeer kort na nieuwe Russische luchtaanvallen op de Oekraïense hoofdstad Kiev, waarbij zeker één dode viel. Oekraïne ontkent elke betrokkenheid.[37] (Lees verder)

### 31 mei
- Sevilla FC en AS Roma spelen de finale van de UEFA Europa League 2022/23 in de Puskás Aréna te Boedapest. Sevilla wint voor de zevende keer, na verlengingen in de strafschoppenreeks.[38]

## Overleden
<< · januari · februari · maart · april · mei · juni · juli · augustus · september · oktober · november · december · >>